# ユルゲン・フォーゲル
ユルゲン･フォーゲル（Jürgen Vogel、1968年4月29日 - ）はドイツの俳優である。

## 略歴
ハンブルク出身。日本では出演作がほとんど公開されていないが、ドイツでは人気・実力ともに随一の俳優である。コメディからドラマまで幅広くこなす。歯並びの悪さがチャームポイント。最近の主な出演作に、ダニエル・ブリュールと共演した『僕の友達（Ein Freund von mir）』、ティル・シュヴァイガーおよびアレクサンドラ・マリア・ララ共演の『Wo ist Fred?』、ベルリン国際映画祭で芸術貢献賞を受賞した『Der freie Wille』などがある。その他、バイエルン映画賞3度受賞、ドイツ映画賞3度ノミネート（うち1度受賞）。
また、映画監督のマティアス・グラスナーと共にプロダクション・カンパニーを設立している。

## 出演作品
| 公開年 | 邦題 原題                                    | 役名                        | 備考                     |
| ------ | -------------------------------------------- | --------------------------- | ------------------------ |
| 2001   | バーグラーズ 最後の賭け Sass                 | エリッヒ・ザース            |                          |
| 2001   | エーミールと探偵たち Emil and the Detectives | グルントアイス              |                          |
| 2003   | ローゼンシュトラッセ Rosenstrasse            | アーサー                    |                          |
| 2006   | Der freie Wille                              | テオ                        | 日本未公開               |
| 2006   | Emmas Glück                                  | マックス                    | 日本未公開               |
| 2006   | 僕の友達 Ein Freund von mir                  | ハンス                      | ドイツ映画祭2007にて上映 |
| 2006   | Wo ist Fred?                                 | アレックス                  | 日本未公開               |
| 2007   | 耳のないウサギ Keinohrhasen                  | 本人役                      | ドイツ映画祭2008にて上映 |
| 2008   | THE WAVE ウェイヴ Die Welle                  | ライナー・ベンガー          |                          |
| 2014   | 凍てつく分身 Stereo                          | エリック・ケプラー / ツィレ | 日本劇場未公開 WOWOW放送 |